# پیت بلوم

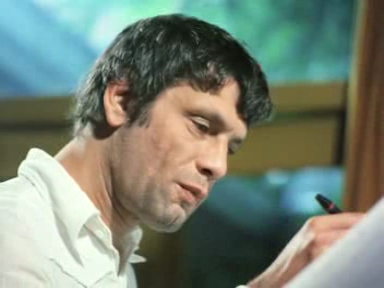
پیت بلوم

 پیت بلوم (انگلیسی: Piet Blom؛ ۸ فوریهٔ ۱۹۳۴ – ۸ ژوئن ۱۹۹۹) یک معمار اهل هلند بود.